# Elias Lasisi

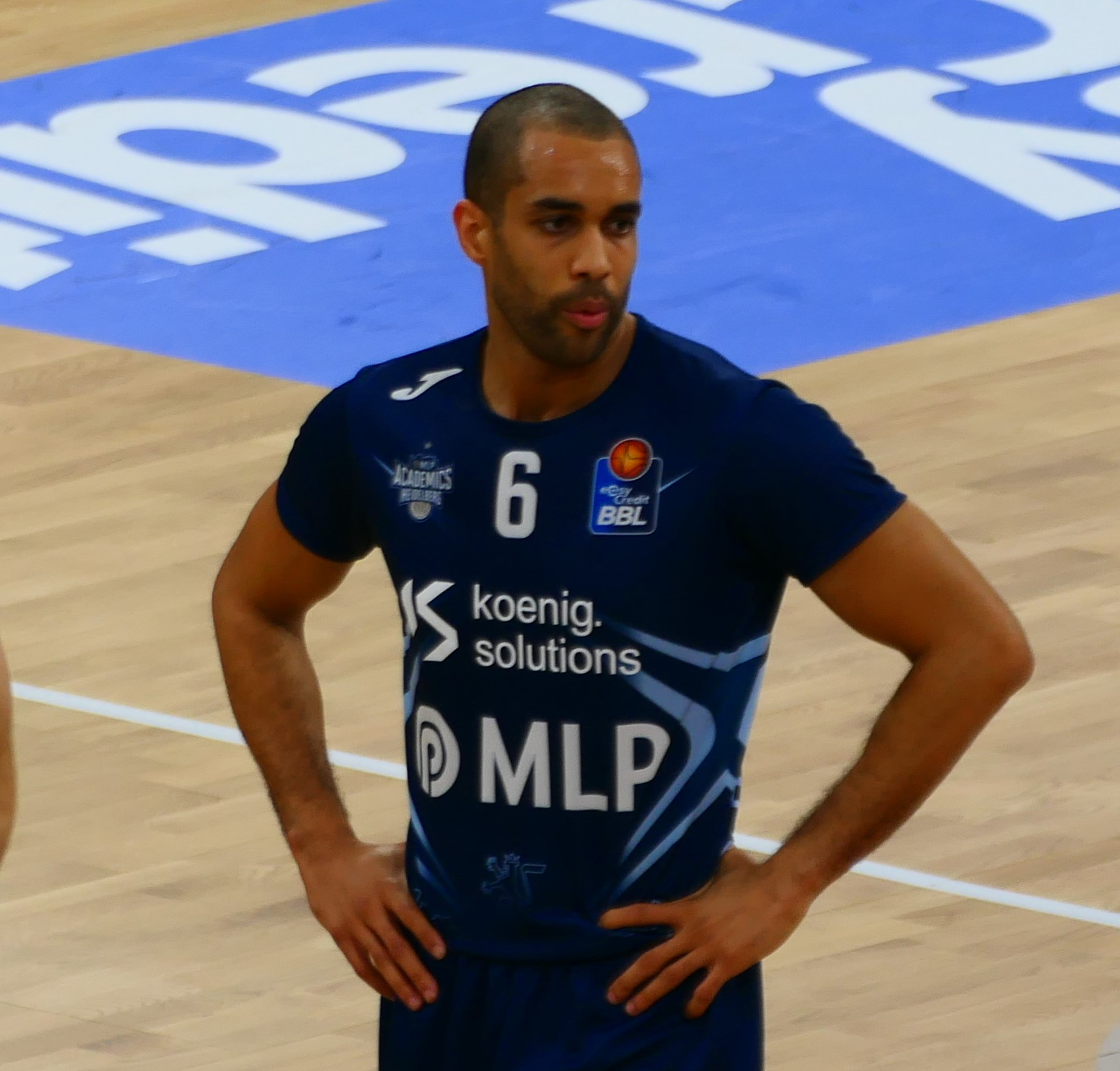

Elias Lasisi (Lovanio, 9 gennaio 1992) è un cestista belga.

## Palmarès
- Campionato belga: 2

Ostenda: 2017-18, 2018-19
- Coppa del Belgio: 1

Ostenda: 2018
- Supercoppa del Belgio: 2

Ostenda: 2017, 2018